# 田村聡志

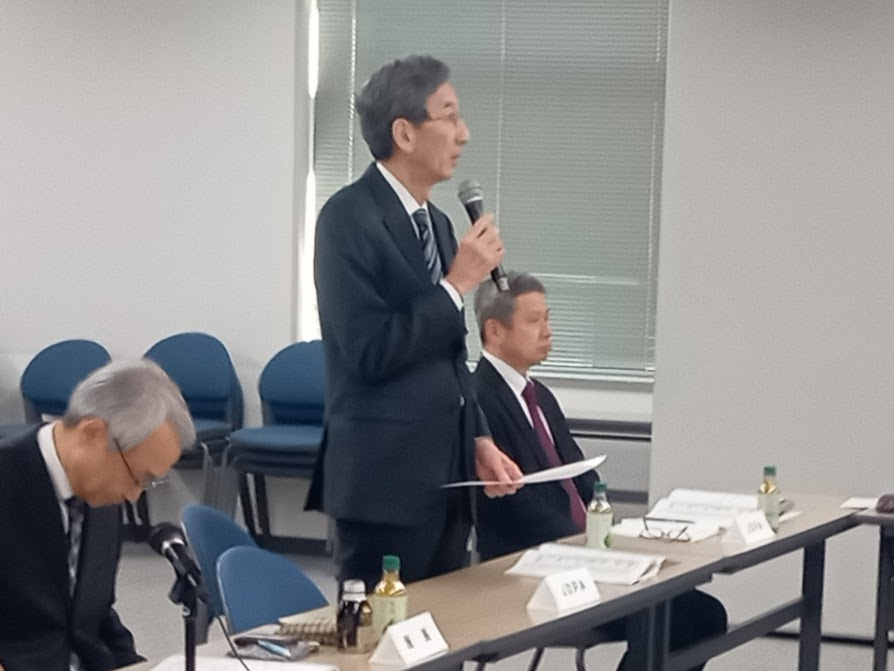
挨拶する田村聡志 (2025年2月)

田村 聡志（たむら さとし、1960年〈昭和35年〉7月26日 - ）は、日本の地方公務員（技術系公務員）。東京都水道局技監、日本水道協会工務部長を経て、日本ダクタイル鉄管協会理事長。

## 経歴
1985年 北海道大学大学院工学系研究科修士課程修了。恩師の丹保憲仁 (後の同大学総長) の薦めもあって同年4月 東京都庁入庁。2000年 (平成12年) 8月 板橋区都市整備部地域整備課長、2003年4月 東部第一支所配水課長、2004年8月 建設部技術管理課長、2006年7月 同部設計課長、2007年6月 同部工務課長、2009年7月 水源管理事務所長、2011年4月 多摩水道改革推進本部特命担当部長、同年8月同本部技術調整担当部長、2012年4月 建設部長、2013年4月 給水部長、2014年7月 浄水部長、2015年7月から技監 (水道技術管理者) 。「東京水道経営プラン2016」に則り金町浄水場と東村山浄水場の更新代替としてそれぞれ三郷浄水場の補強と境浄水場の再構築に取り組んだ。
退任後、2021年 (令和3年) 日本水道協会工務部長水道技術総合研究所長兼務、日本ダクタイル鉄管協会顧問を経て2023年6月 第75回定時総会で理事長・関東支部長に選任された。

## その他役職
- 日本水道工業団体連合会理事[5]